# Pararge herminia
Pararge herminia är en fjärilsart som beskrevs av Hirschke 1910. Pararge herminia ingår i släktet Pararge och familjen praktfjärilar. Inga underarter finns listade i Catalogue of Life.